# Estación Terrena de Luepa
La Estación Terrena de Control Satelital de Luepa es un centro de operaciones satelital ubicada en Fuerte Militar Manikuyá, Luepa, Municipio Gran Sabana, Estado Bolívar, al sureste de Venezuela. Funciona como respaldo a la estación satelital de El Sombrero de la Agencia Bolivariana para Actividades Espaciales.

## Operaciones
La estación satelital es operada por CANTV y está destinado para la medición remota y la toma de imágenes astrométricas del satélite VENESAT-1 con el fin de optimizar la determinación de los parámetros que definen la órbita del satélite. Estos registros de magnitudes físicas son enviadas y procesadas por los programas desarrollados por el operador del sistema en el Centro de Investigaciones de Astronomía “Francisco J. Duarte” (CIDA).